# 덴버 오디토리움 아레나
덴버 오디토리움 아레나(영어: Denver Auditorium Arena)는 미국 콜로라도주 덴버에 위치한 실내 경기장이다. 과거 ABA 덴버 로키츠/덴버 너기츠와 NBL/NBA 덴버 너기츠의 홈경기장으로 사용했다.